# Ангедонія
Ангедонія (грец. ἀν- – заперечувальний префікс, і грец. ἡδονή — «задоволення») — нездатність отримувати задоволення від діяльності, яка зазвичай буває для людей приємною: фізичних вправ, хобі, співу, сексу або соціальних взаємодій. Ангедонія є характеристикою психічних розладів,[джерело?] особливо афективних, таких як депресія.
У ранніх визначеннях ангедонії підкреслювався досвід задоволення; натомість сучасніші моделі підкреслюють потребу дослідити інші аспекти приємних дій, як-от мотивацію або бажання займатися певною діяльністю (мотиваційна ангедонія) на противагу рівня задоволення від самої діяльності («ангедонія здійснення»).
За твердженням Вільяма Джеймса, цей термін вперше запровадив Теодюль Арман Рібо.
Розрізняється багато видів патологічної депресії. Іноді це звичайна пасивна безрадісність і безпросвітність, знеохочення, пригніченість, відсутність смаку до чогось, запалу, енергії. Професор Рібо запропонував назву «ангедонія» на позначення цього стану. «Стан ангедонії, якщо мені буде дозволено створити таке нове слово на пару з анальгезією, — пише він, — досліджений дуже мало, але він існує».

## Причини
Дослідники припускають, що причиною ангедонії може бути розлад у системі винагород у мозку, велику роль в якій відіграє нейромедіатор дофамін. Дослідження доктора Пола Кідуелла, який тоді працював у Лондонському королівському коледжі, виявило, що мозок учасників з клінічною депресією мусив працювати важче, щоб обробити досвід, який має сприйматися як винагорода. Хоча раніше вчені вважали, що дофамін в основному задіяний у суб'єктивному досвіді задоволення, в останні 20 років відбувся концептуальний зсув, в результаті якого тепер вважається, що дофамін відіграє роль у різних аспектах очікування нагороди, вивчення і мотивації. Ангедонію можна характеризувати як «порушення здатності шукати й переживати досвід задоволення та / або навчатися того, що є задоволення, яке часто, але не завжди, доступне свідомому осягненню».

## Компоненти ангедонії
Ангедонія складається з двох різних компонентів:
1. Мотиваційний компонент, який означає зниження бажання шукати колись приємні враження. Наприклад, з нетерпінням чекати виходу фільму або приїзду улюбленого члена сім’ї.
2. Споживацький компонент, що означає зниження здатності відчувати позитивні емоції у відповідь на дії, які раніше приносили задоволення. Наприклад, проведення часу з друзями, їжа або колишні приємні хобі.

Люди можуть відчувати один або обидва компоненти ангедонії одночасно.

## Типи ангедонії
Ангедонія проявляється у двох основних формах: соціальна та фізична.
Соціальна ангедонія характеризується незацікавленістю або відсутністю задоволення від соціальної взаємодії. Призводить до соціальної замкнутості, зниження соціальних навичок і надання переваги усамітненню.
Симптоми соціальної ангедонії включають:
- Соціальна замкнутість
- Менше особистих стосунків
- Надання переваги самотності
- Зниження соціальних навичок
- Зниження задоволення від соціальної взаємодії

Фізична ангедонія передбачає відсутність задоволення від фізичних відчуттів, таких як дотик, смак і сексуальна активність. Може призвести до зниження інтересу до їжі, фізичної близькості та інших сенсорних відчуттів.
Симптоми фізичної ангедонії включають:
- Зниження інтересу до фізичної близькості
- Відсутність задоволення від їжі
- Зменшення задоволення від фізичних відчуттів, таких як танці, запах квітів або спостереження за заходом сонця.

## Значення у депресії
Ангедонія є ключовим симптомом клінічної депресії, тож в людей, у яких наявний цей симптом, може бути діагностовано депресію навіть за відсутності пригніченого настрою. Діагностичний і статистичний посібник з психічних захворювань (DSM) описує «брак зацікавленості або задоволеності», але ці стани важко розпізнати, враховуючи, що люди втрачають зацікавленість до речей, які не приносять їм задоволення. Присутній у DSM критерій втрати ваги, можливо, пов'язаний з ангедонією, оскільки багато людей з цим симптомом описують відсутність задоволення і від їжі. Люди, що мають ангедонію через депресію, зазвичай мають суїцидальні думки зранку і почуваються краще ввечері, оскільки сон здається єдиним виходом, який схожий на смерть.

## Лікування ангедонії
Хоча специфічного лікування ангедонії не існує, дуже важливо усунути основні причини, що її викликають. За умови належного лікування люди можуть подолати ангедонію. Важливо дотримуватися плану лікування, вести здоровий спосіб життя та регулярно консультуватися з фахівцями. Підходи до лікування можуть включати:
Медикаментозне лікування. Антидепресанти, агоністи дофаміну та нові методи лікування, такі як кетамін.
Психотерапія. Когнітивно-поведінкова терапія часто застосовується для того, щоб допомогти людям змінити негативне мислення та ефективніше реагувати на складні ситуації.
Наразі проводяться клінічні випробування для розробки індивідуальної розмовної терапії ангедонії. Терапія передбачає щотижневі завдання для пацієнтів, такі як відвідування вечірки або запрошення друзів на вечерю. Мета терапії — подолати брак мотивації та очікування, які відчувають люди з ангедонією, залучаючи їх до діяльності, яка буде корисною або важливою. Таким чином, дослідники сподіваються створити позитивний зворотний зв’язок, який врешті-решт призведе до того, що люди з ангедонією вирішать самостійно брати участь у соціальних заходах (і навіть навчаться з нетерпінням чекати на участь у них).
Фізична активність. Заняття вправами, які стимулюють вироблення дофаміну, можуть принести тимчасове полегшення і сприяти довгостроковому плануванню лікування.
Новітні методи лікування. Електросудомна терапія (ЕСТ) і транскраніальна магнітна стимуляція (ТМС) досліджуються для лікування важких випадків ангедонії та депресії, стійкої до лікування.
Вивчення нових методів лікування, таких як кетамін і нейромодуляція, є перспективним для лікування більше ангедонії, а ніж депресії та інших психіатричних розладів. Крім того, постійна розробка індивідуальних психотерапевтичних підходів, спрямованих на подолання мотиваційного дефіциту, притаманного ангедонії, свідчить про еволюцію розуміння та підходів до лікування цього стану.